# Ґневневиці-Фольварчні
Ґневневиці-Фольварчні (пол. Gniewniewice Folwarczne) — село в Польщі, у гміні Леонцин Новодворського повіту Мазовецького воєводства.
Населення — 93 особи (2011).
У 1975-1998 роках село належало до Варшавського воєводства.

## Демографія
Демографічна структура станом на 31 березня 2011 року:
|          | Загалом | Допрацездатний вік | Працездатний вік | Постпрацездатний вік |
| -------- | ------- | ------------------ | ---------------- | -------------------- |
| Чоловіки | 51      | 7                  | 38               | 6                    |
| Жінки    | 42      | 5                  | 24               | 13                   |
| Разом    | 93      | 12                 | 62               | 19                   |